# Antoine Fillon
Antoine Fillon (* 17. Mai 1964 in der Nähe von Bordeaux) ist ein französischer Schlagzeuger.
Zuerst nahm der junge Antoine Klavierunterricht, verlor aber durch eine strenge Klavierlehrerin und ihre „schlagenden Argumente“ die Lust daran. Mit 12 Jahren hörte er einen Schlagzeuger und beschloss, dieses Instrument zu lernen. Da ihn das Konservatorium in Bordeaux nicht aufnehmen wollte, versuchte er, sich das Instrument selbst beizubringen. Erst 1981 eröffnete in Bordeaux eine von Dante Agostini gegründete Schlagzeugerschule, deren erster Schüler er war.
1984 schenkte ihm sein Großvater zum bestandenen Abitur ein eigenes Schlagzeug. Danach folgte sein zweijähriger Militärdienst, den er im Musikcorps verbrachte. Im Anschluss daran verschlug es Antoine Fillon für ein Jahr ins brasilianische Rio de Janeiro, das er mit viel Wellenreiten und noch mehr Musik verbrachte.
1990 kam er nach Frankfurt am Main, da seine Frau dort Arbeit fand. Er schlug sich mit verschiedenen Nebenjobs durch und spielte in diversen Bands, u. a. auch bei der Nobby Styles Blues Band, die öfter in der Musikkneipe „Werkstatt“ in Frankfurt-Sachsenhausen zu hören war.
1995 hörte er durch einen befreundeten Bassisten, dass Helmut Zerlett für seine Band in der Harald Schmidt Show noch einen Schlagzeuger sucht. Er meldete sich, ging zum Casting und wurde ausgewählt.
1999 spielte Antoine Fillon neben Harald Schmidt und Thomas Gottschalk im Kinofilm Late Show von Helmut Dietl einen Schlagzeuger.
Durch den Wechsel von Harald Schmidt zur ARD kam Fillon als Schlagzeuger in der ARD Showband unter. Er begleitet die musikalischen Gäste der Late-Night-Show „Harald Schmidt“.
2006 ging Antoine Fillon in der Begleitband von Hans Werner Olm auf Tour.
Zusammen mit Mario Kempf (Sänger und u. a. auch Beleuchter der Harald Schmidt Show), Amaretto (Bassist der Show rund um Hans Werner Olm) und Jens Frank (Gitarrist, unter anderem bei Warlock, Darxon und Stimmkraft) gründete er im Jahr 2006 die Band JAMA, deren Name sich aus den Anfangsbuchstaben der Namen Jens, Antoine, Mario und Amaretto zusammensetzt. Noch im gleichen Jahr spielte JAMA im Kosovo im Rahmen der Truppenbetreuung für die KFOR.